# For Your Pleasure
For Your Pleasure ist zweite Studioalbum der britischen Rockband Roxy Music und erschien im März 1973. Es wurde im Vormonat eingespielt und ist das letzte Album von Roxy Music, an dem der Synthesizer- und Sound-Spezialist Brian Eno mitwirkte, der später ein bekannter Solo-Künstler und Produzent wurde.

## Entstehungsgeschichte

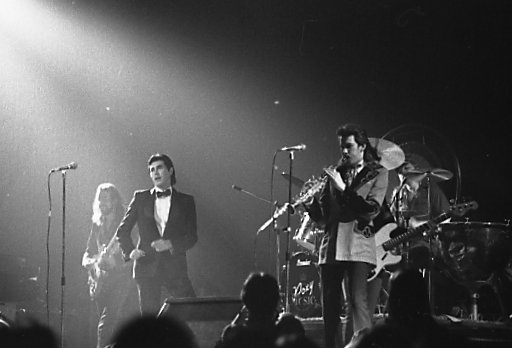
Roxy Music 1974 in Toronto

Die Gruppe hatte für die Aufnahme dieses Albums mehr Zeit im Studio verbracht als für ihr Debütalbum und kombinierte Liedmaterial von Bryan Ferry mit ausgefeilten Aufnahmetechniken. In dem Lied In Every Dream Home a Heartache, Ferrys Ode an eine Aufblaspuppe („I blew up your body / but you blew my mind!“), wird zum Beispiel die Musik ausgeblendet, um darauf wieder mit allen Instrumenten eingeblendet zu werden, die alle deutlich phasenverschoben sind. Das Titelstück wird ausgeblendet mit einer ausgearbeiteten Mischung von Bandschleifen-Effekten.
Schon während des Aufnahmeprozesses traten die künstlerischen und persönlichen Spannungen zwischen Eno und Ferry zu Tage. Die kreativen Spannungen, die schon das Debütalbum zu einem Klassiker werden ließen, wurden unüberwindbar, und so verließ Eno nach den Aufnahmen die Band.
Die optimistischeren Stücke des Albums, Do the Strand und Editions of You, waren beide um den eindringlichen Rhythmus der ersten Single der Band aufgebaut: Virginia Plain.
Das Cover zeigt Bryan Ferrys damalige Freundin: Sängerin und Model Amanda Lear.
For Your Pleasure erreichte Platz 4 der UK-Charts 1973.

## Titelliste
Alle Songs wurden von Bryan Ferry geschrieben
Seite A
1. Do the Strand – 4:04
2. Beauty Queen – 4:41
3. Strictly Confidential – 3:48
4. Editions of You – 3:51
5. In Every Dream Home a Heartache – 5:29
Seite B
6. The Bogus Man – 9:20
7. Grey Lagoons – 4:13
8. For Your Pleasure – 6:51

## Songinfos

### Do the Strand
Do the Strand zählt zu den meistgespielten Liedern von Roxy Music. Es wurde in fast ganz Europa, Japan und den USA als Single veröffentlicht. In Großbritannien erschien es erst 1978 als Auskopplung des Greatest-Hits-Albums. Die Albumversion ist mit 4 Minuten die längste, es existieren noch die gekürzte Singleversion (3 min 40 s) und die „Street Life Compilation Version“ mit 3 min 19 s. In Deutschland erreichte das Lied Platz #41 der Single-Charts. Das Lied soll den Strand als eine Art Tanz beschreiben. Do the Strand wurde als ursprüngliche Hymne Roxy Musics bezeichnet.

### Beauty Queen
Beauty Queen behandelt ein Model aus Newcastle namens Valerie Leon, die als B-Film-Schauspielerin bekannt und die Exfreundin von Bryan Ferry war.

### Editions of You
Editions of You war die B-Seite von Do The Strand. Das Lied enthält eine Reihe von Solos von Andy Mackay (Saxophon), Brian Eno (Synthesizer) und Phil Manzanera (Gitarre). Es wird oft als erster Punk-Song aller Zeiten bezeichnet. Der Text ist im Stil eines Liebesbriefes an eine verflossene Geliebte verfasst. Bekannte Coverversionen stammen von Mudhoney und Men Without Hats.

### In Every Dreamhome a Heartache
Von dem Lied existieren mehrere Coverversionen, unter anderem von Fields of the Nephilim und Rozz Williams. Es diente als Namensgeber für das Tributalbum Dream Home Heartaches: Remaking/Remodeling Roxy Music, das von John Taylor erstellt wurde.
Die Times schrieb über das Lied:

In Every Dreamhome A Heartache is the coupe de grace, a sprechgesang ballad...laconic, sinister, brilliantly observed and nuanced to perfection, it is a modern masterpiece. Ferry is the man to bring a real intelligence to bear on pop.

„In Every Dreamhome A Heartache ist der Coupe de Grace, eine Sprechgesangs-Ballade...lakonisch, unheimlich, brillant beobachtet und nuanciert bis zur Perfektion ist es ein modernes Meisterwerk. Ferry ist der Mann, um echte Intelligenz in den Pop zu bringen.“

### For Your Pleasure
Am Ende ist der Satz „you don’t ask why“ von Judi Dench zu hören. Der Satz ist eine Antwort auf „Well, how are you?“, eine Zeile des Songs Chance Meeting vom Debütalbum, die hier gesampelt wurde 1975 erschien das Lied auf der B-Seite der Both Ends Burning-Single. Das Lied wurde von den Simple Minds gecovert.

## Rezeption
Rolling Stone wählte For Your Pleasure 2003 auf 394, 2012 auf Platz 396 und 2020 auf Platz 351 der 500 besten Alben aller Zeiten.
In der Auswahl der 500 besten Alben aller Zeiten von New Musical Express belegt es Platz 88.
Pitchfork führt For Your Pleasure auf Platz 87 der 100 besten Alben der 1970er Jahre.
Das Album wurde in die 1001 Albums You Must Hear Before You Die aufgenommen.